# Flughafen Tynda

i7
i11
i13
Der Flughafen Tynda (russisch Аэропорт Тында, IATA-Code: TYD, ICAO-Code: UHBW, RU-LID: ТЫД)  ist der Flughafen der russischen Stadt Tynda in der Oblast Amur. 

## Geschichte
Der Flughafen wurde 1965 eröffnet.
Von 1988 bis 1992 wurde ein neues Terminalgebäude errichtet und die Landebahn auf 1923 Meter verlängert.
Im Jahr 2023 wurde das Terminal renoviert. Es existieren Pläne die Landebahn zu verlängern (Stand 2024).

## Fluggesellschaften und Ziele
Angara Airlines bedient Tynda saisonal von Blagoweschtschensk aus.

## Zwischenfälle
- Am 24. Juli 2025 stürzte eine An-24RW (Luftfahrzeugkennzeichen RA-47315) auf dem Angara-Airlines-Flug 2311 beim Landeanflug auf den Flughafen ab.[5]